# Râul Mananara

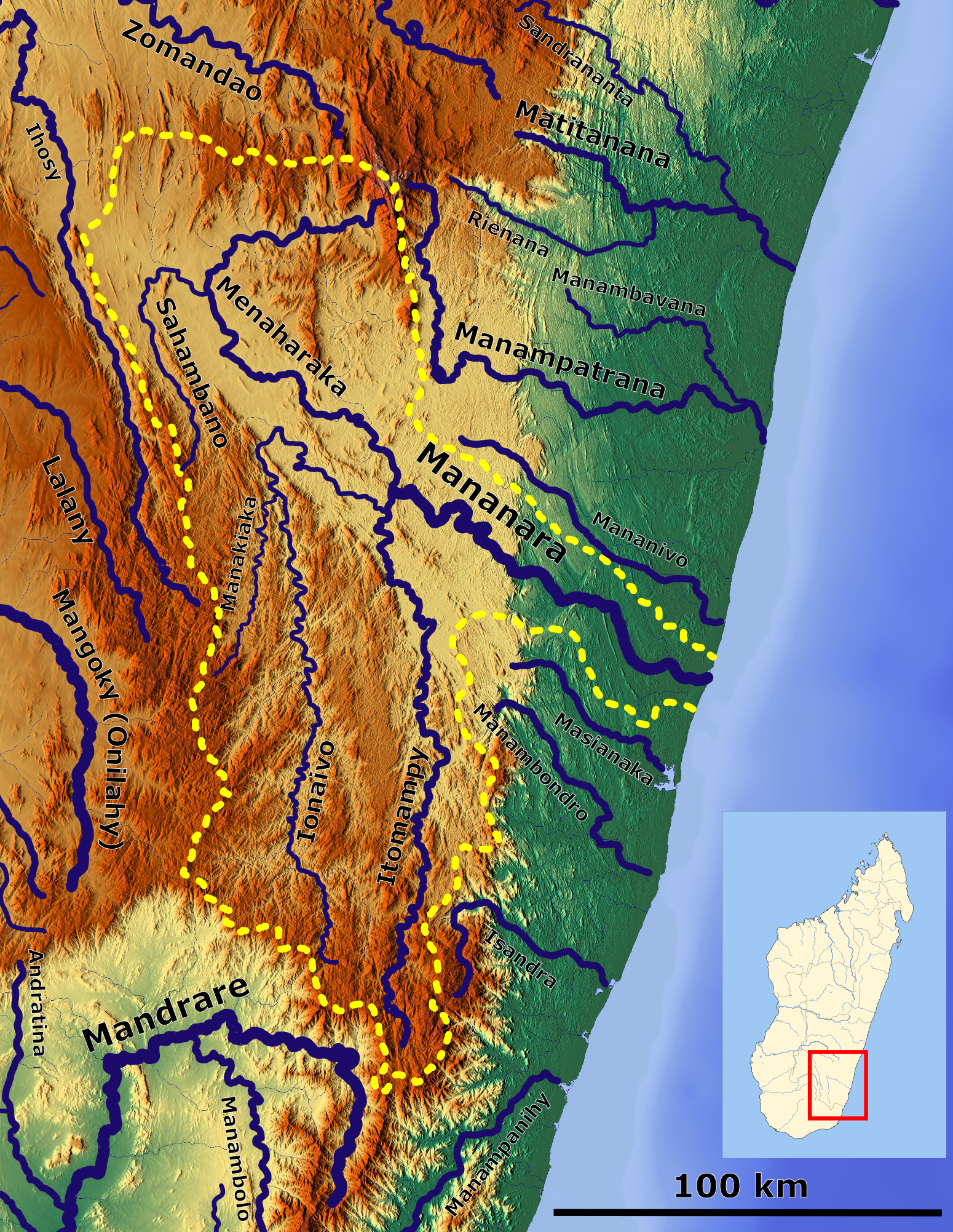
Bazinul râului Mananara

Râul Mananara este unul dintre principalele râuri din estul Madagascarului. Gura sa de vărsare este situată la Oceanul Indian în apropiere de orașul Vangaindrano din regiunea Atsimo-Atsinanana.
Mananara Sud se formează prin fuziunea dintre Menarahaka, Itomampy și Ionaivo. Ionaivo curge de pe pantele vârfului Tsimahamory, de la o altitudine aproximativă de 1500m. Itomampy se izvorăște nu departe de Ionaivo, la aproximativ 40 km de Oceanul Indian, de la aproximativ 1600m, și curge spre nord până când se alătură lui Ionaivo. Menarahaka izvorăște din masivul Andringitra, de la aproximativ 2000m altitudine. I se alătură lui Sahambano înainte de a se alătura lui Ionaivo.

## Hidrometrie
Debitul râului Mananara a fost măsurat la stația hidrologică Maranaty într-o mare parte a bazinului hidrografic, pe parcursul anilor 1956-1976 (în m³/s).
|  | Graficele sunt indisponibile din cauza unor probleme tehnice. Mai multe informații se găsesc la Phabricator și la wiki-ul MediaWiki. |